# Apisai Ielemia

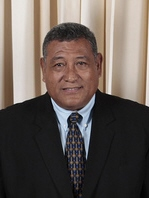
Apisai Ielemia

Apisai Ielemia (* 19. August 1955 auf Vaitupu; † 19. November 2018 in Funafuti) war ein Politiker des pazifischen Inselstaates Tuvalu und zwischen 2006 und 2010 dessen Regierungschef.

## Politische Karriere
Im 15-köpfigen Parlament Tuvalus vertrat er die Insel Vaitupu. Bei den Parlamentswahlen vom 3. August 2006 erlitt der damalige Regierungschef Maatia Toafa eine Niederlage. Daraufhin wählte das Parlament den Oppositionspolitiker Ielemia zu Toafas Nachfolger. Ielemia war der 10. Regierungschef Tuvalus und hatte zugleich das Amt des Außenministers inne.
Ielemias Kabinett bestand daneben aus sieben weiteren Ministerposten:
- House Speaker: Kamuta Latasi (vertritt Funafuti)
- Innenminister: Willy Telavi (vertritt Nanumea)
- Minister für Finanzen, Wirtschaftsplanung und Industrie: Lotoala Metia (vertritt Nukufetau)
- Minister für Kommunikationswesen und Arbeit: Taukelina Finikaso (vertritt Vaitupu)
- Stellvertretender Regierungschef und Minister für Ressourcen: Tavau Teii (vertritt Niutao)
- Minister für Bildung, Sport und Gesundheit: Iakoba Italeli (vertritt Nui)
- Ausschussvorsitzender: Sir Tomu Malaefono Sione (vertritt Niutao)

## Korruptionsvorwurf
2016 wurde Ielemia erstinstanzlich zu einer Haftstrafe wegen Korruption zu einem Jahr Gefängnis verurteilt. Er soll  während seiner Amtszeit als Regierungschef ab November 2009 bei vier Gelegenheiten insgesamt mehr als 15.000 USD aus japanischen und taiwanischen Quellen angenommen und auf seinem privaten Konto deponiert haben.
Ielemia verlor 2016 seinen Sitz im Parlament, als er infolge der Verurteilung wegen Korruption eine Haftstrafe antreten musste. Nachdem das Urteil wenige Wochen später in zweiter Instanz aufgehoben wurde, klagte Ielemia vergeblich seinen verlorenen Parlamentssitz ein, der ab Juli 2017 durch Nachwahl von  Isaia Vaipuna Taape nachbesetzt wurde.